# Vincent Schiavelli
Vincent Andrew Schiavelli (Brooklyn, New York, 10 november 1948 - Polizzi Generosa, Sicilië, 26 december 2005) was een Amerikaans acteur, die met name bijrollen vertolkte.
Schiavelli groeide op in een Italiaans gezin in New York. Toen hij drie jaar oud was, overleed zijn vader. Hij speelde bijrollen in verscheidene films, zoals het personage Frederickson in One Flew Over the Cuckoo's Nest. Daarnaast schreef hij verschillende kookboeken.
Schiavelli overleed op 57-jarige leeftijd aan longkanker.

## Filmografie
*Exclusief 21 televisiefilms
| - The Passport (2007) - Nuovomondo (2006) - Miracolo a Palermo! (2005) - A Pena do pana (2004) - Gli indesiderabili (2003) - How to Get the Man's Foot Outta Your Ass (2003) - Baggage (2003) - The 4th Tenor (2002) - Solino (2002) - Hey Arnold! The Movie (2002, stem) - Death to Smoochy (2002) - American Saint (2001) - 3 Strikes (2000) - American Virgin (2000) - The Prince and the Surfer (1999) - Man on the Moon (1999) - Treehouse Hostage (1999) - Inferno (1999) - Milo (1998) - Rusty: A Dog's Tale (1998) - Restons groupés (1998) - La cena informale (1998) - Love Kills (1998) - Dry Martini (1998) - Tomorrow Never Dies (1997) - The Beautician and the Beast (1997) - The People vs. Larry Flynt (1996) - Two Much (1995) - Lord of Illusions (1995) - A Little Princess (1995) - 3 Ninjas Knuckle Up (1995) - Lurking Fear (1994) - Cultivating Charlie (1994) - Living and Working in Space: The Countdown Has Begun (1993) - Painted Desert (1993) - Miracle Beach (1992) - Batman Returns (1992) | - Ted & Venus (1991) - Another You (1991) - Playroom (1990) - Ghost (1990) - Waiting for the Light (1990) - Mister Frost (1990) - Penny Ante: The Motion Picture (1990) - Valmont (1989) - Homer and Eddie (1989) - Cold Feet (1989) - Time Out (1988) - Dorf and the First Games of Mount Olympus (1988) - Dorf on Golf (1987) - Better Off Dead... (1985) - Johnny Dangerously (1984) - Amadeus (1984) - The Adventures of Buckaroo Banzai Across the 8th Dimension (1984) - Kidco (1984) - Fast Times at Ridgemont High (1982) - Night Shift (1982) - Chu Chu and the Philly Flash (1981) - American Pop (1981, stem) - Gangster Wars (1981) - Seed of Innocence (1980) - The Gong Show Movie (1980) - The Return (1980) - The Frisco Kid (1979) - Butch and Sundance: The Early Days (1979) - An Unmarried Woman (1978) - Un autre homme, une autre chance (1977) - Angels (1976) - Next Stop, Greenwich Village (1976) - One Flew Over the Cuckoo's Nest (1975) - The Happy Hooker (1975) - For Pete's Sake (1974) - The Great Gatsby (1974) - Taking Off (1971) |

### Televisie
*Exclusief eenmalige gastrollen
- The Corner Bar (1972)
- Arthur Hailey's the Moneychangers (1976, miniserie)
- Taxi (1982-1983)
- Benson (1983-1985)
- Who's the Boss? (1985)
- Fast Times (1986)
- Aaahh!!! Real Monsters (1995, stemrol)
- Hey Arnold! (1996, stemrol)
- Buffy the Vampire Slayer (1998)
- The Eddie Files (1995-2000)